# Estadio Humberto Arteta
El estadio Humberto Arteta Mayesa es un estadio multiusos. Está ubicado en la Av. La República entre Av. Hualtaco y Chiriboga de la ciudad de Huaquillas, provincia de El Oro. Fue inaugurado el 10 de junio de 1948 y tiene capacidad para 8000 espectadores.

## Historia
Es usado mayoritariamente para la práctica del fútbol, y allí juega como local el Huaquillas Fútbol Club, Comercial Huaquillas y el Atlético Mineiro de Huaquillas, equipos de la Segunda Categoría del fútbol ecuatoriano. En 2013 es remodelada su explanada y se construye un cuadrilátero para la práctica del boxeo, además la readecuación de la cancha de baloncesto.